# Future Racer
Futur Racer (titré Defeat Lightning au Japon) est un jeu vidéo de course sorti sur PlayStation en 1997. Il a été développé et édité par D Cruise au Japon, et a été édité par Midas Interactive Entertainment en Europe en 2001.
Dans une ambiance futuriste, le joueur choisit l'un des six robots géants disponibles pour lancer une course.
Le but du jeu est de marquer le plus de points possibles grâce à diverses actions (gêner un adversaire, franchir la ligne d'arrivée en premier...).
Ce jeu, assez orienté pour un public nippon, ne possède pas de mode deux joueurs.